# Megalithanlagen von Kergonfalz
Die Megalithanlagen von Kergonfalz bestehen aus einem Dolmen und einer Allée couverte, die etwa 70 m voneinander entfernt, nördlich und südlich einer Straße, westlich von Bignan im Département Morbihan in der Bretagne in Frankreich liegen. Knickdolmen sind in nur sieben Exemplaren bekannt (Dolmen von Goërem), die alle auf etwa 100 km Länge zwischen den Mündungen der Loire (bei Saint-Nazaire) und der Blavet (bei Lorient) liegen und etwa um 3000 v. Chr. entstanden sind. 
Die Anlagen datieren ins Neolithikum, etwa 3000–2700 v. Chr. Dolmen ist in Frankreich der Oberbegriff für Megalithanlagen aller Art (siehe: Französische Nomenklatur). 

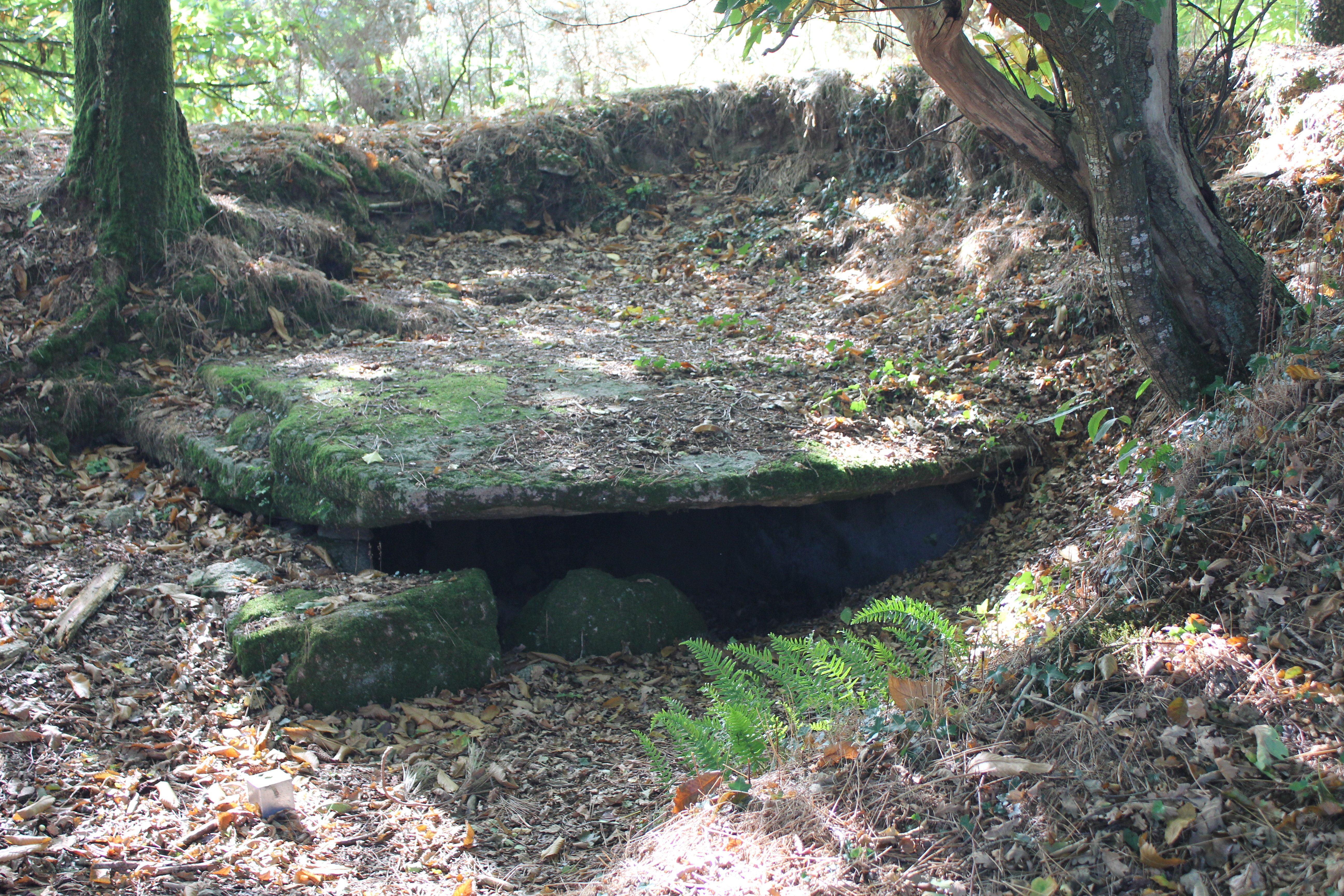
Der Dolmen "le trou des Chouans"

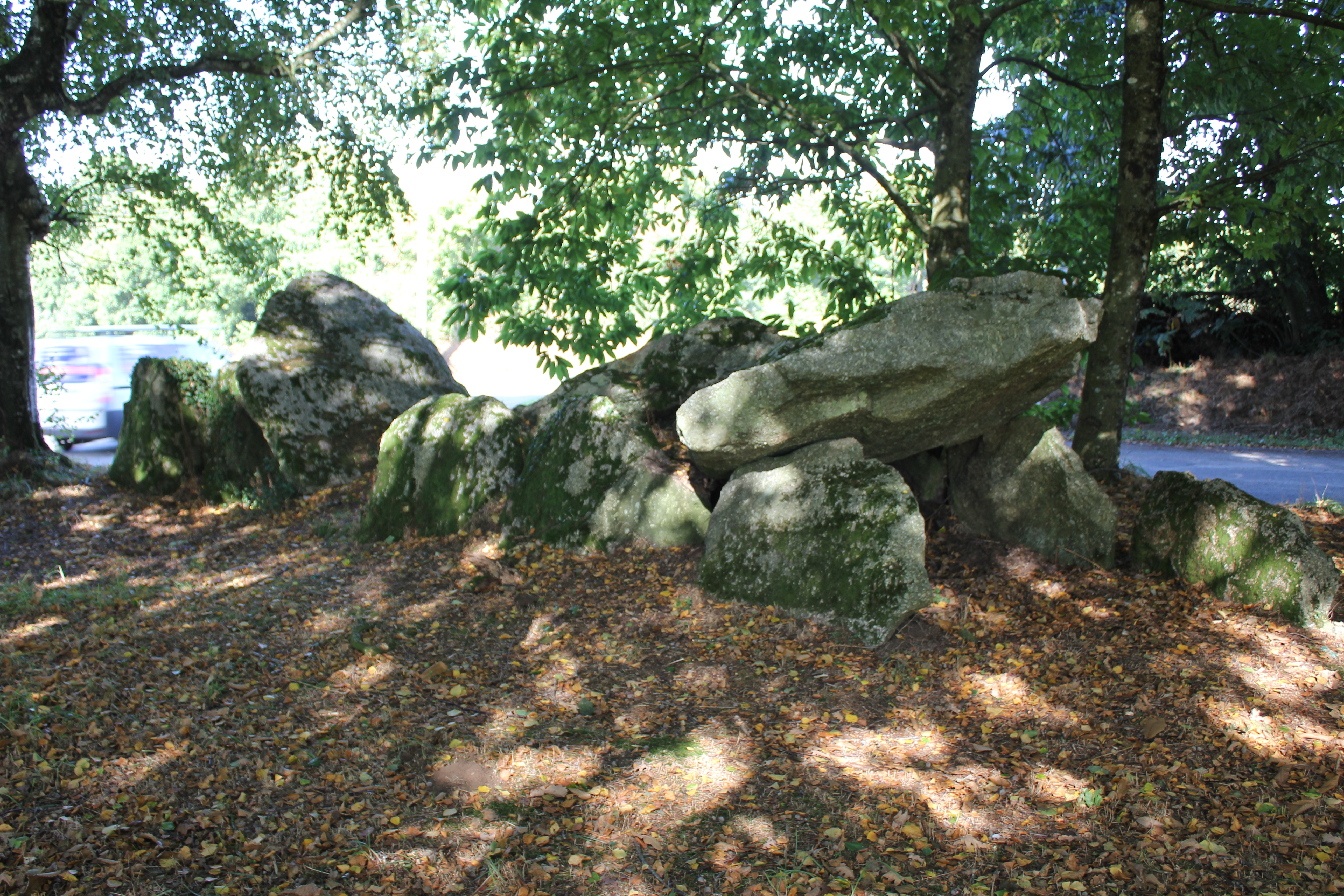
Die Allée couverte de Lescadec

## Dolmen
Der etwa Nordwest-Südost orientierte Dolmen ist ein „Dolmen à coudé“ (Ellenbogen- oder Knickdolmen). Er heißt "le trou des Chouans" (weil er bei der Chouannerie als Versteck diente). Er liegt mittig im Kergonfalztumulus. Der Rundhügel hat 25 bis 30 m Durchmesser und ist bis zu fünf Meter hoch. Die rechteckige Kammer misst etwa 3,0 × 2,0 m und wird von einem einzigen Deckstein bedeckt. Der über vier Meter lange Zugang in die Kammer ist stark gestört und liegt im abknickenden Teil im Osten, etwa wie beim Dolmen du Kernourz in Bono.
Gefunden wurden menschliche Überreste, Diorit-Äxte Urnen, Feuerstein und Töpferwaren, die sich im Museum von Vannes befinden. 
Lage: 47° 52′ 40,8″ N, 2° 47′ 40,2″ W

## Galeriegrab
Die „Allée couverte de Lescadec“ ist etwa 9,5 Meter lang 1,5 m breit und nach Süden orientiert. Im Norden befindet sich eine Verschlussplatte und eine kleine Vorkammer. Ein Tragstein ist verloren gegangen; 12 sind erhalten. Drei Decksteine sind noch vorhanden, aber teilweise oder völlig verstürzt. 
Lage: 47° 52′ 40,1″ N, 2° 47′ 37″ W